# Pricer
Un pricer est une méthode de calcul permettant d’établir une fourchette de prix dans le cadre d’un contrat d’animation de marché.
Le terme désigne également tout logiciel permettant d’effectuer ces calculs.